# Rochers gravés des Vaulx
Les roches gravées des Vaulx se trouvent dans leur site archéologique naturel à Saint-Aubin-de-Baubigné, dans le département des Deux-Sèvres, en France. Une partie des pierres a été déplacée, et est conservée dans des musées, dont L'Abbaye-Musée Donatien Millet à Mauléon ou bien au Musée d'Archéologie nationale, où sept blocs se trouvent dans les douves du château de Saint-Germain-en-Laye.

## Historique
Localisé au nord des Deux-sèvres, le site comptait initialement plus d'une centaine de pierres de granite gravées, de dimensions diverses, de plusieurs mètres, faisant partie intégrante du chaos granitique, à des volumes plus modestes, de quelques dizaines de centimètres de côté. Certaines, encore en place autour du lieu-dit Les Vaulx, sont toujours visibles, d'autres ont disparu, ou ont été déplacées. Au début du XXe siècle le Dr Marcel Baudouin s'y est intéressé,. Encore aujourd'hui, leur datation est difficile à déterminer, dans une échelle de temps allant de l'extrême fin du néolithique au premier millénaire avant J.C.. Concernant ce site, il est difficile de déterminer avec exactitude la phase de transition, entre l'âge du bronze final et l'âge du fer, estimée en Europe de l'Ouest vers 800 - 700 ans av. J.C.

## Description
Les rochers gravés de Vaulx sont de dimensions très variables,, les gravures représentent des groupes de formes humaines, des animaux, des hommes à cheval, et des symboles, comme des étoiles, des croix, des cercles,,. Les rochers de plus grande dimension sont restés en place, visibles depuis un sentier de randonnée. C'est un exemple unique en France.

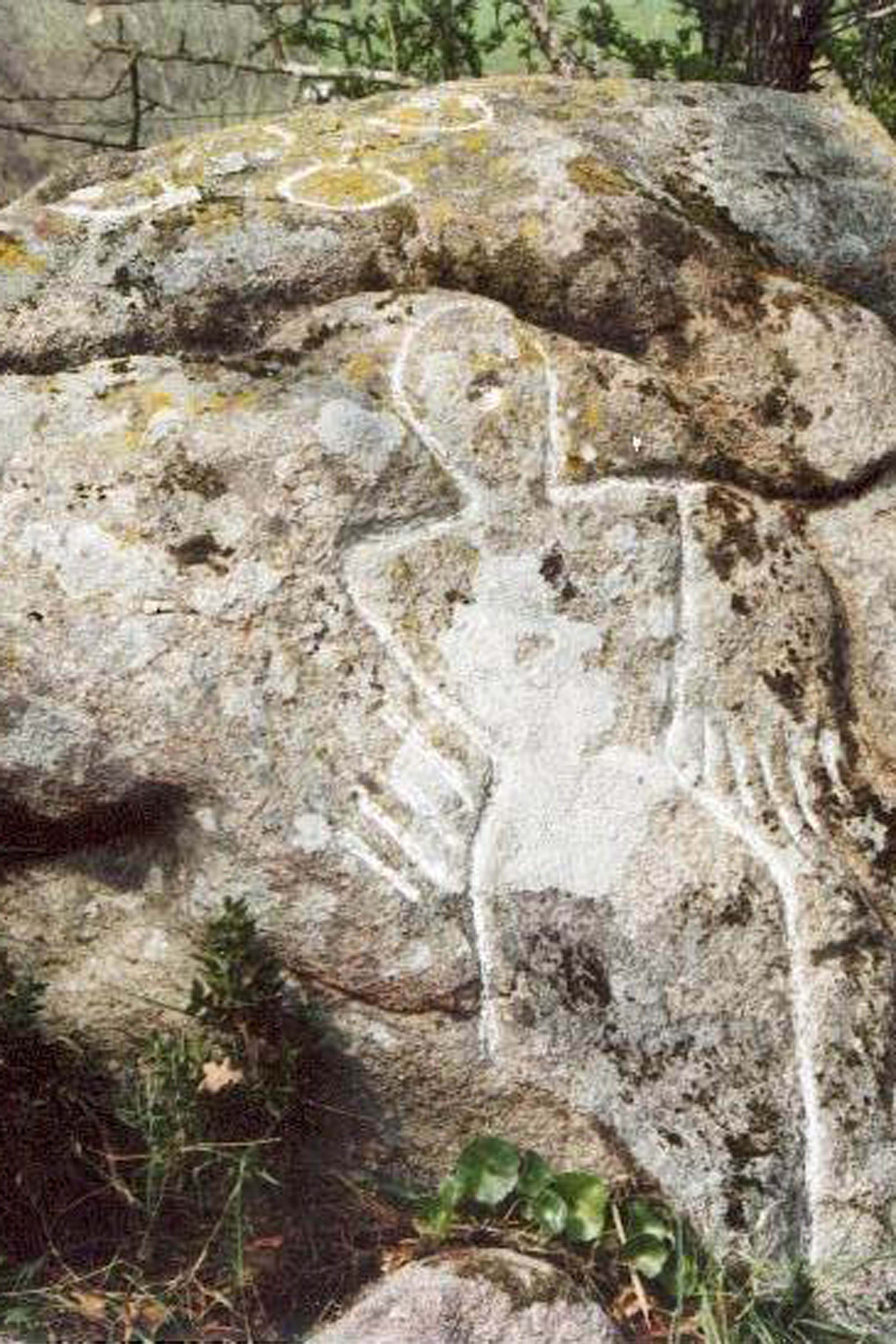
Pierre des Vaulx gravée d'une forme humaine à Saint-Aubin-de-Baubigné